# Mirmanda
Mirmanda és el nom d'una ciutat imaginària que la tradició situa al terme del municipi rossellonès de Terrats. Se li atribueix una antiguitat superior a Barcelona, i moltes llegendes, especialment d'encantaments i de fades, en parlen. 
| «                          | (parla la goja de Mirmanda:) Quant Barcelona era un prat ja Mirmanda era ciutat, forts gegants l'han aixecada, que de pedra ab glavi tosch quant los veyan dintre'l bosch, fins los roures tremolavan. La aixecaren, fent ensalms, ab reblums de quatre palms, ab palets de quatre canes, entre'l secá y l'ayguamoll, com la vila de Ripoll entremitj de dues aygues. Allí tinch lo meu casal, tancadeta ab un penyal sota'l casal hi há una balma; de joyells d'argent y d'or allí guardo mon tresor, com sos bonichs una garça. | » |
| — Jacint Verdaguer, Canigó | |   |

Segons la tradició, la ciutat hauria estat domini de fades (les Encantades) i hauria estat destruïda per una brutal remuntada de l'aigua del mar. Invisible a ulls humans, la ciutat només podria ser vista per uns pocs pagesos, alguns dels quals haurien guanyat el favor de les fades, que els haurien fets molt rics. El lloc físic de Mirmanda se situaria a la riba dreta, torrent de la Cantarana amunt, després de les gorges; per la zona hi ha restes de monuments megalítics (com a la resta de la Catalunya del Nord ) cosa que, juntament amb els penya-segats d'argila roja ("xemeneies de les fades"), haurien inspirat la idea de la ciutat desapareguda.
Mossèn Cinto evocà Mirmanda al cèlebre poema èpic Canigó, i Pere Vidal en (re)conta la llegenda de la ciutat a "Le Guide historique et pittoresque du département des Pyrénées Orientales" (1899).
Mirmanda és també el títol d'una revista bilingüe de cultura de la Catalunya del Nord, que es publica des del 2006 i el nom d'un grup de pensament actiu amb gent del Nord i altres indrets del país (Grup Mirmanda).

## Les restes prehistòriques
Primer Jean-Baptiste Renard de Saint-Malo i poc després Joseph Jaubert de Réart van descriure el 1833 un Camp de tombes a la dreta de la Cantarana, en terme de Terrats, amb moltes tombes grans de pissarra encarades a l'est. S'hi veuen alineaments de roques granítiques damunt d'una base esquistosa. A més, s'hi van trobar una destral de bronze, tesel·les de ceràmica, monedes ibèriques i una medalla d'or de l'emperador Justinià. En aquest cementiri, conjectura Jaubert de Réart, hi hauria enterrats els gals que es van retre a Hanníbal en el seu pas pel Rosselló. Davant per davant, a l'altre costat de la Cantarana, és on situen l'antiga població de Mirmanda.